# На юг (картина)
«На юг» (англ. Coming South) — картина австралийского художника Тома Робертса, написанная в 1886 году. Картина входит в австралийскую коллекцию Национальной галереи Виктории в Мельбурне.

## Описание
Картина «На юг» была написана после того, как Робертс вернулся после четырёхлетнего обучения в Европе, в том числе нескольких лет в Королевской академии в Лондоне. Однако светлая, яркая палитра работы больше связана с его пребыванием в Испании, чем с его исследованиями, проведёнными в Англии. Такие палубные сцены со сложным расположением мачт, такелажа и труб предоставляли художникам прекрасные композиционные возможности, а также возможность психологического наблюдения, что видно здесь по фигурной композиции и выражениям лиц пассажиров. «На юг» — это также праздник опыта иммигрантов и поэтому Робертс впервые исследует одну из великих тем австралийской жизни.
На картине изображены иммигранты, прибывающие в Австралию из Европы на пароходе. Робертс создал картину на основе эскизов, которые он сделал, когда вернулся в Австралию на борту SS Lusitania в 1885 году после четырёх лет пребывания в Европе.
Историк Хамфри Маккуин описывает полотно «На юг» как одно из семи самых известных произведений Робертса.

## История
Картина была приобретена Национальной галереей Виктории в 1967 году.